# Fipps, der Affe

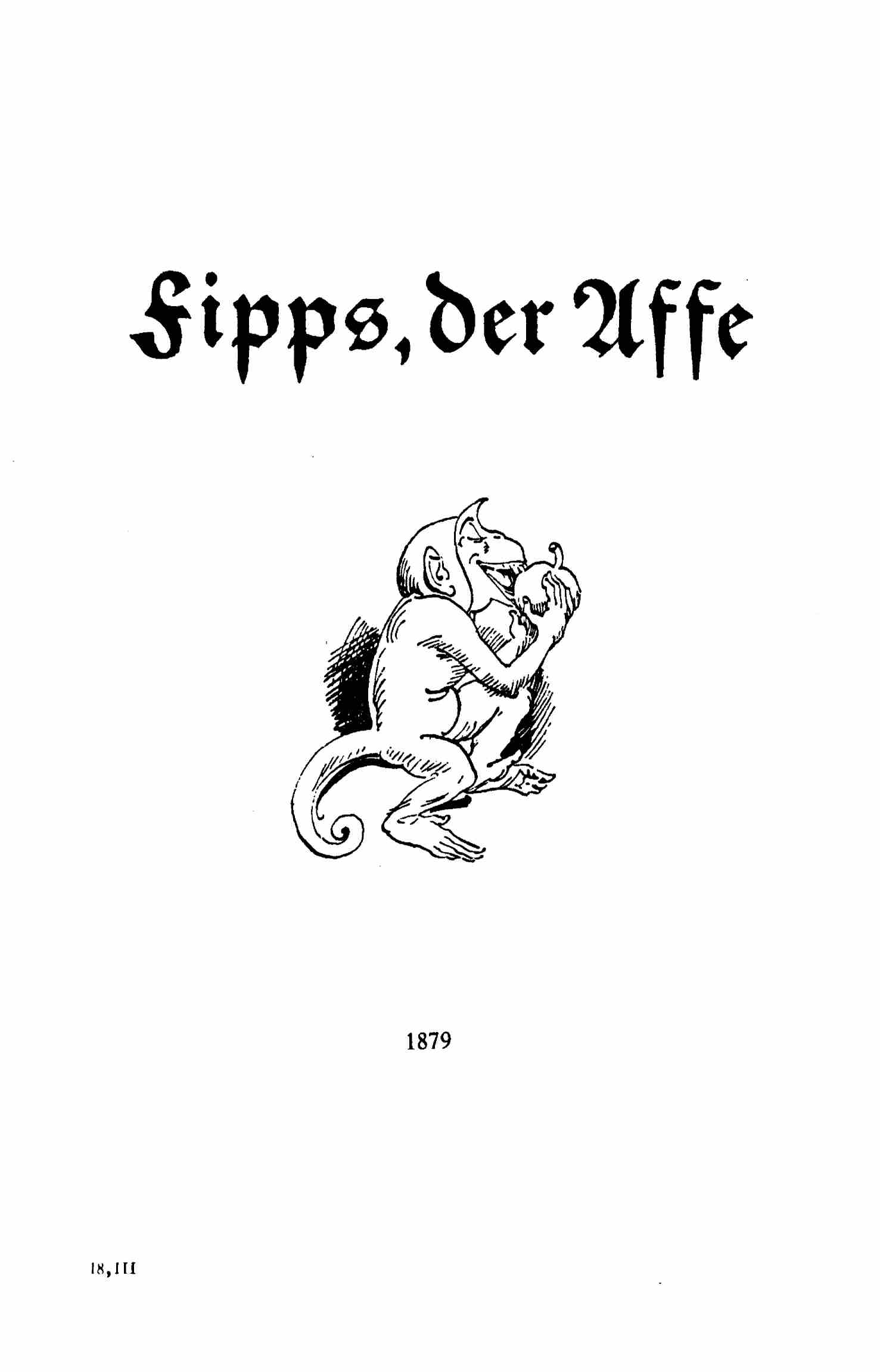
Titelblatt zu Fipps, der Affe

Fipps, der Affe ist eine Bildergeschichte des humoristischen Zeichners und Dichters Wilhelm Busch. Die Geschichte erschien 1879 im Bassermann Verlag.

## Inhalt

### Anfang
Die Bildergeschichte beginnt mit den Worten:
Pegasus, du alter Renner,

Trag mich mal nach Afrika,

Alldieweil so schwarze Männer

Und so bunte Vögel da.
Darauf folgt eine knappe Beschreibung Afrikas und der Geburt eines Affen namens Fipps. Der Anfang schließt mit den nachfolgenden Worten ab.
Selten zeigt er sich beständig,

Einmal hilft er aus der Not;

Anfangs ist er recht lebendig,

Und am Schlusse ist er tot.

### Kapitel 1–5

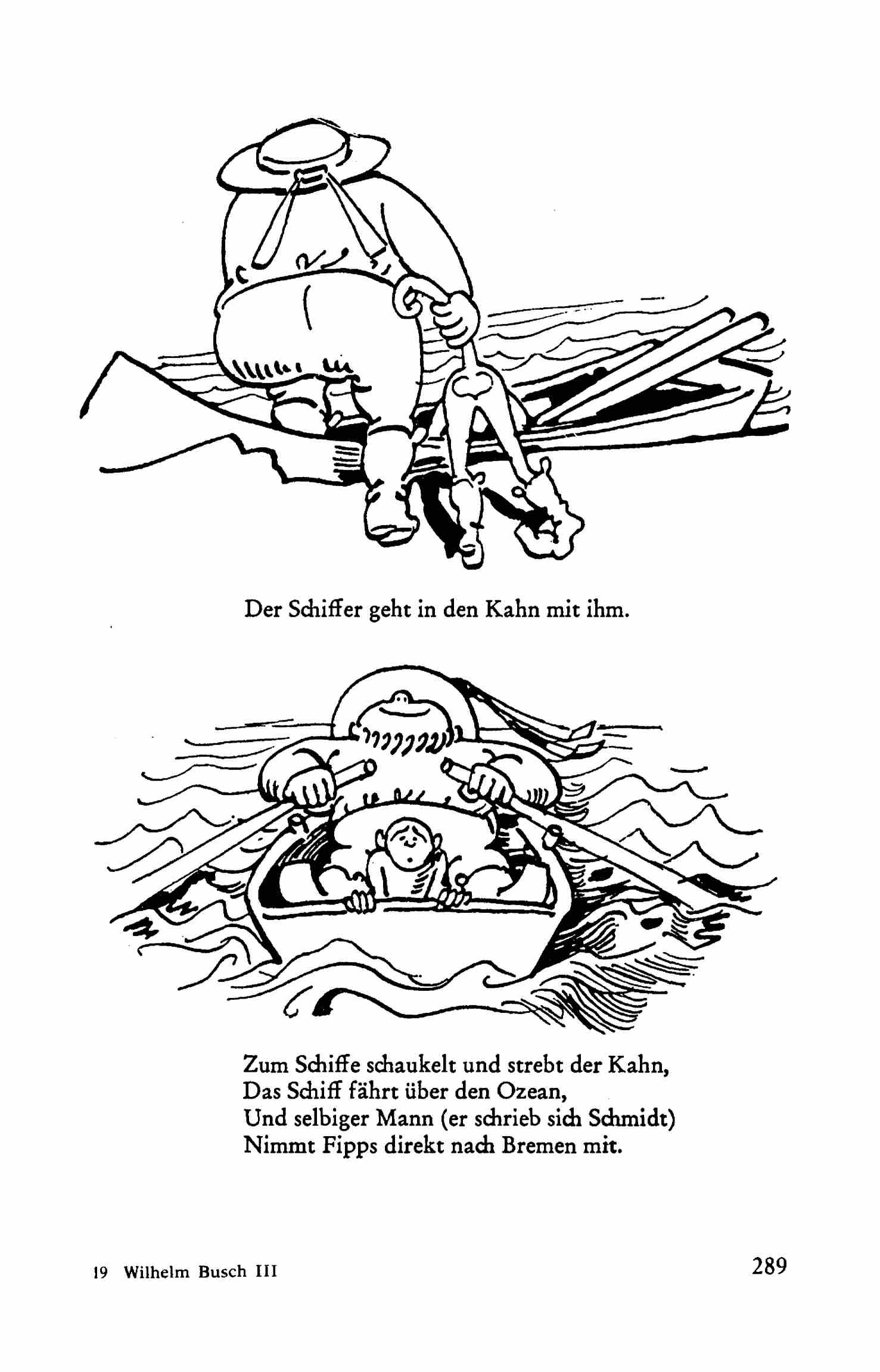
Zweites Kapitel: Schmidt verschleppt Fipps nach Bremen.

Die Heimat des Affen Fipps ist eine Region mit Palmen. Der Erste, der ihn einfangen will, ist „ein schwarzer Mann“, der einen Bastrock und einen großen Ring durch seine Nase trägt. Dazu tarnt er sich mit Kürbishüllen (je eine an den Händen sowie eine große auf dem Kopf) und versteckt sich unter einem Bündel Stroh. Fipps greift jedoch, anders als der Mann es geplant hat, nach der Kürbishülle auf seinem Kopf und fasst daraufhin dessen Nasenschmuck mit seinem Schweif, ehe er ihn an den Ast eines nahestehenden Baumes spannt.
Im zweiten Kapitel rudert ein Mann (Schmidt) im Kahn auf die Insel, auf der Fipps lebt, und bringt ein kleines und ein großes Paar Stiefel mit, die er „sorglich unter dem Arm“ trägt. Er jammert über Schmerzen, die sich jedoch plötzlich mildern, nachdem er einen der Stiefel angezogen hat. Währenddessen wird er von Fipps beobachtet, der sich auf der Krone einer Palme befindet. Nachdem der Schiffer Schmidt sich auch den zweiten Stiefel angezogen hat, scheint er sorgenfrei zu sein, lässt das kleine Paar Stiefel neben der Palme stehen und begibt sich zurück zu seinem Boot. Fipps steigt daraufhin von der Palme herunter und zieht die Stiefel erwartungsvoll an. Dabei wird er jedoch von Schmidt überrascht, der ihn in sein Boot packt und mit nach Bremen nimmt.
Das dritte Kapitel beginnt im Friseursalon von Meister Krüll, von dem sich Schmidt die Haare schneiden lässt. Da Meister Krüll den Affen sieht und sich denkt, dieser wäre vor ihm und seinen Kunden ein Pläsier, kauft er Fipps. Kurz darauf betritt Meister Krüll sein Seitenkabinett, um Pomade zu kochen und Perücken zu bauen. Zur gleichen Zeit betritt Bauer Dümmel den Salon „und hofft getrost, daß man ihn schere, was denn auch wirklich nötig wäre“. Fipps setzt sich infolgedessen auf seinen Nacken und beginnt, Dümmels Kopf zu frisieren, wobei er mit einem scharfen Schnitt seine Ohrmuschel verletzt. Dümmel schreit: „Hör upp!“, jedoch bearbeitet Fipps das verletzte Ohr Dümmels mit einer Kräuselzange. Als Meister Krüll aus dem Seitenkabinett kommt und „hoch schwingt die Rechte wie zum Gefechte“, zerschlägt Fipps einen Spiegel auf dessen Kopf – um sich von seiner Domestizierung zu befreien – und setzt ihn somit außer Gefecht. „Mir scheint, ich bin hier unbeliebt“, denkt sich Fipps und begibt sich aus dem Friseursalon.

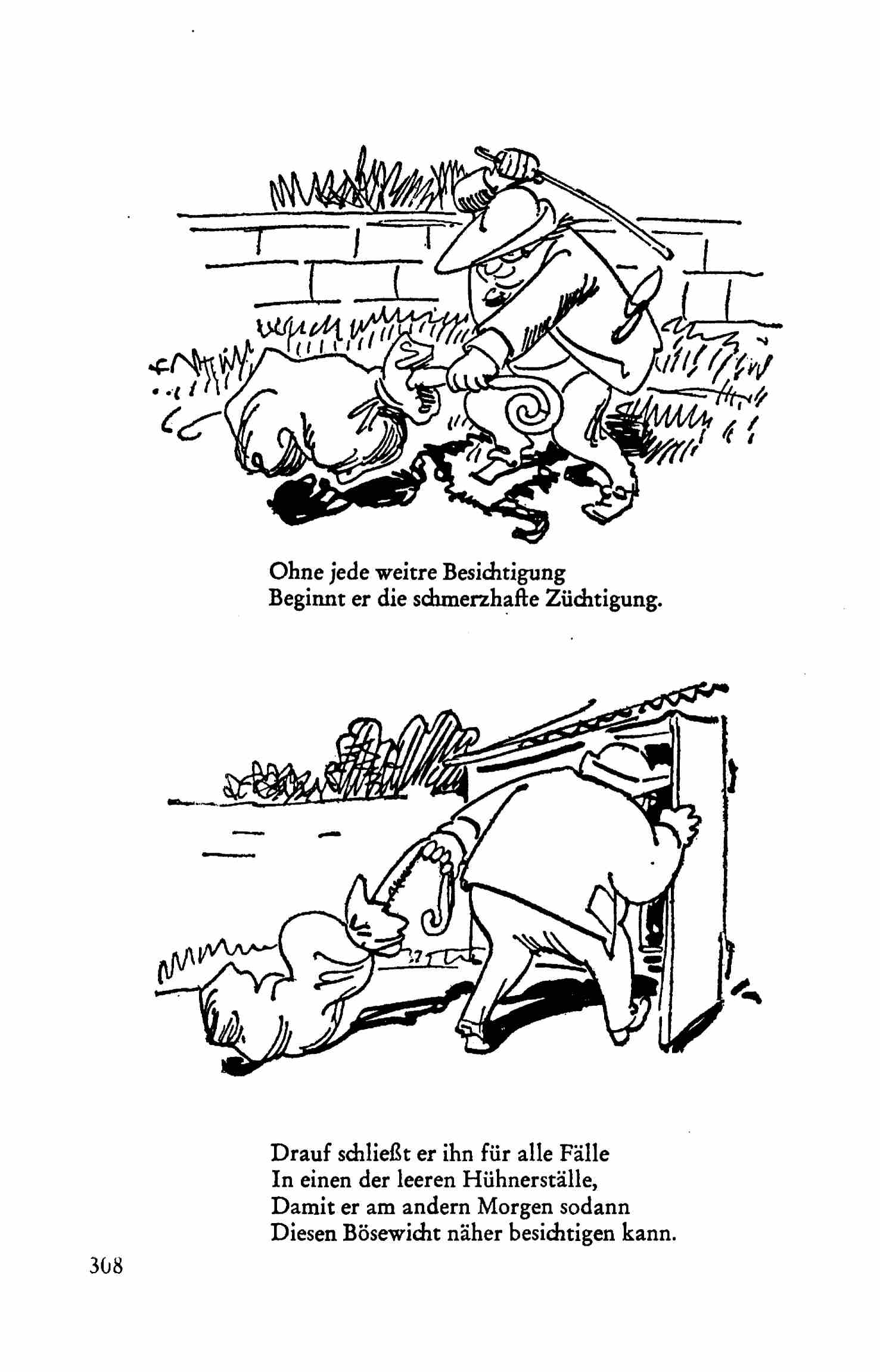
Fünftes Kapitel: Doktor Fink züchtigt Fipps mit einem Stock und sperrt ihn in einen leeren Hühnerstall.

Im vierten Kapitel isst Adele „mit dem Freunde ihrer Seele“ zu Abend einen heißen Pudding mit roter Soße. Fipps, der von den „Wohlgerüchen“ des Puddings angezogen wird, schleicht sich unbemerkt an den Tisch, an dem Adele und ihr Freund sitzen, und fasst den Pudding mit seinen Händen. Weil dieser jedoch zu heiß ist, legt er ihn hektisch auf dem Kopf von Adeles Freund ab und schüttet die rote Soße an ihrem Nacken hinunter.
Da Fipps langsam Hunger bekommt, entflieht er im fünften Kapitel durch eine Seitengasse in eine Konditorei, wo er sich an Krapfen, Mohrenköpfen, Brezeln und Mandeln bedient. „Was rappelt da zwischen meinem Gebäck?!“, denkt sich Konditer Köck, doch ehe er die Situation überblicken kann, entwischt ihm Fipps mit „Brezen […] in einer Reih auf dem Schwanz, als ob es ein Stecken sei“, und Krapfen, „gleich wie auf Zapfen [aufgespießt] an allen vier Daumen“. Auf seiner Flucht aus der Konditorei läuft Fipps gegen die Mamsell Miecke, die dadurch zu Boden fällt. Ein Schusterjunge wirft einen frisch geschmierten Stiefel nach Fipps, um diesen aufzuhalten, woraufhin Fipps die Krapfen verliert, jedoch nicht aufgehalten wird. Er rennt auf einen sich auf Krücken stützenden Bettelmann zu, den Fipps ebenfalls zu Fall bringt. Über eine Brücke eilt Fipps mit einer letzten Brezel aus der Stadt und schwingt sich danach über eine Gartenmauer, um zur Ruhe zu kommen. Dort tappt er allerdings in eine Falle, woraufhin ein Herr aus dem Wohngebäude tritt, Fipps – den er für jemanden hält, der seine Hühner stehlen möchte – in einen Sack packt, ihn mit einem Stock züchtigt und über die Nacht in einen leeren Hühnerstall schließt.

### Kapitel 6–12

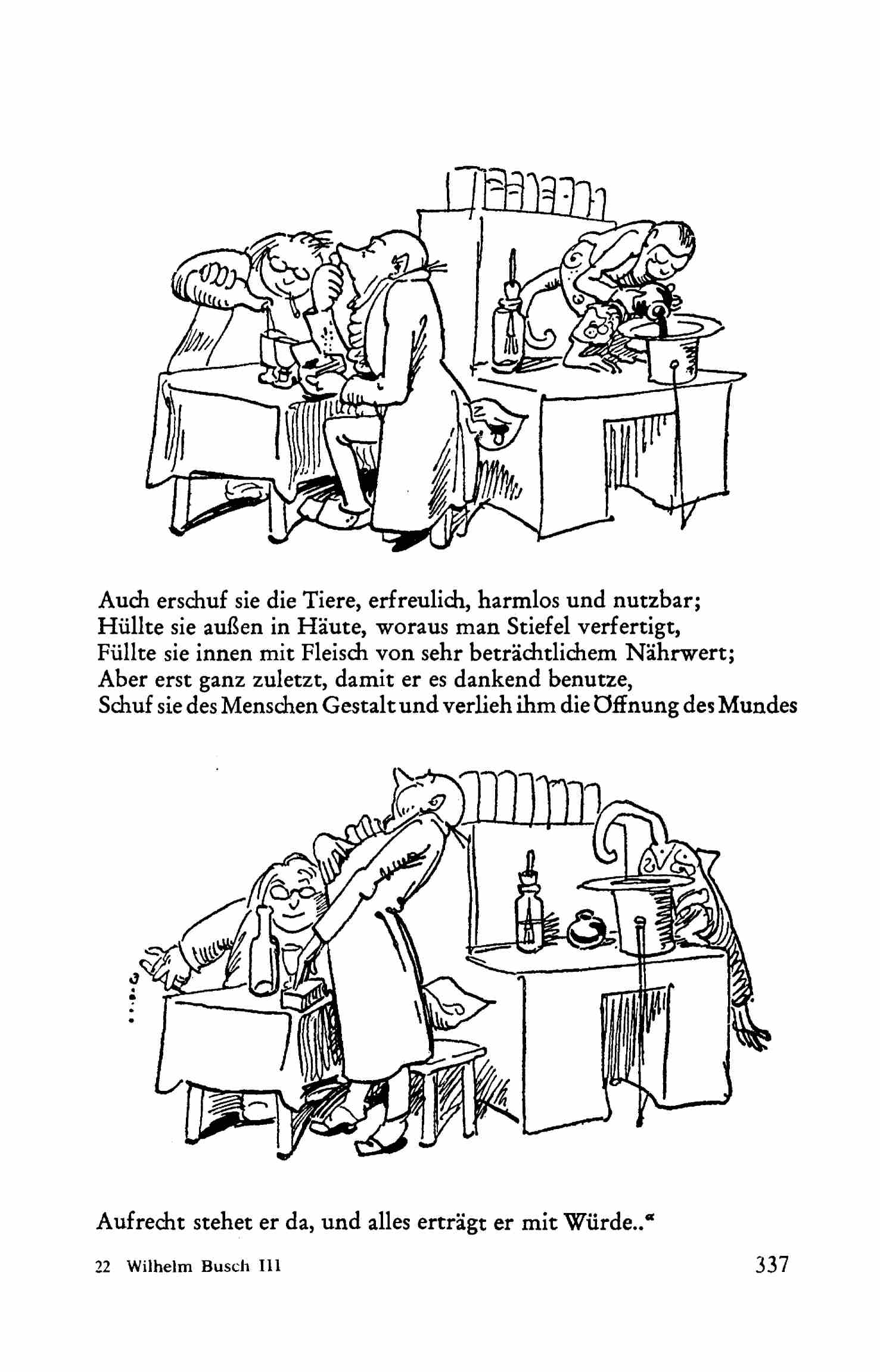
Zehntes Kapitel: Professor Klöhn spricht von der Weisheit der Schöpfung und Würde des Menschen.

Im sechsten Kapitel stellt sich heraus, dass es sich bei dem Herrn um Doktor Fink handelt. Er begibt sich zum Hühnerstall, schließt ihn auf und öffnet den Sack, in den er Fipps gesteckt hatte. Fipps steigt aus dem Sack und zeigt sich „als bescheiden, sanft und zahm, demutsvoll und lendenlahm“ und verneigt sich vor Doktor Fink. Im Anschluss daran reicht ihm die Frau Doktorin einen Apfel und das Kindermädchen Jette fängt zusammen mit der niedlichen Elise zu lachen an. Schnipps, der Hund, und Gripps, die Katze, trauen dem Affen Fipps jedoch nicht.
Dafür, dass er Elise durch Wiegen zum Schlafen brachte, bekommt er im siebten Kapitel eine bunte Hose. Jette treibt währenddessen eine Wespe in eine Papiertüte. Diese übergibt sie, mit einem Lächeln im Gesicht, Fipps, damit dieser darin etwas Gutes vermute. Er öffnet die Tüte arglos und die Wespe sticht Fipps in einen Finger. Fipps nimmt sich eine Fliegenklatsche und achtet auf die Fliegen im Raum. Er sichtet eine, die von Jettes Jacke in Richtung ihres Gesichts krabbelt, welche eingenickt war. Fipps erschlägt die Fliege mit voller Wucht auf Jettes Wange und schließt die Augen, als sei nichts geschehen.
Schnipps und Gripps, die Fipps – der zu Beginn des achten Kapitels mit einem Knochen spielt – von Anfang an misstrauten, stürzen sich auf ihn. Fipps flüchtet daraufhin auf einen Schrank, auf dem er unter anderem einen Korb und Wollknäuel vorfindet. Den Knochen bindet er an die Schnur und zieht diese durch den löchrigen Korb, den er auf dem Schrank in seinen Händen hält, während er den Knochen als Köder herablässt. Gripps möchte sich den Knochen nehmen, Fipps überlistet ihn jedoch und drückt ihn in den Korb hinein. Schnipps, der in der Zwischenzeit den Knochen an sich genommen hat und von dannen eilen möchte, wird von Fipps aufgehalten, in den Garten gezerrt und – um ihn zu verängstigen – über den Abgrund des dortigen Brunnens sowie an der Dachrinne hinunter gehalten. Aus dem Schornstein steigt plötzlich Rauch auf, der Fipps stört und dazu führt, dass er Schnipps fallen lässt. Gripps springt zufällig zum gleichen Augenblick mit dem Korb aus einer Luke, in den Schnipps fällt und der Fall beider durch den Zusammenstoß mit einem Ast verlangsamt wird. Seitdem verehren sie Fipps als Meister.

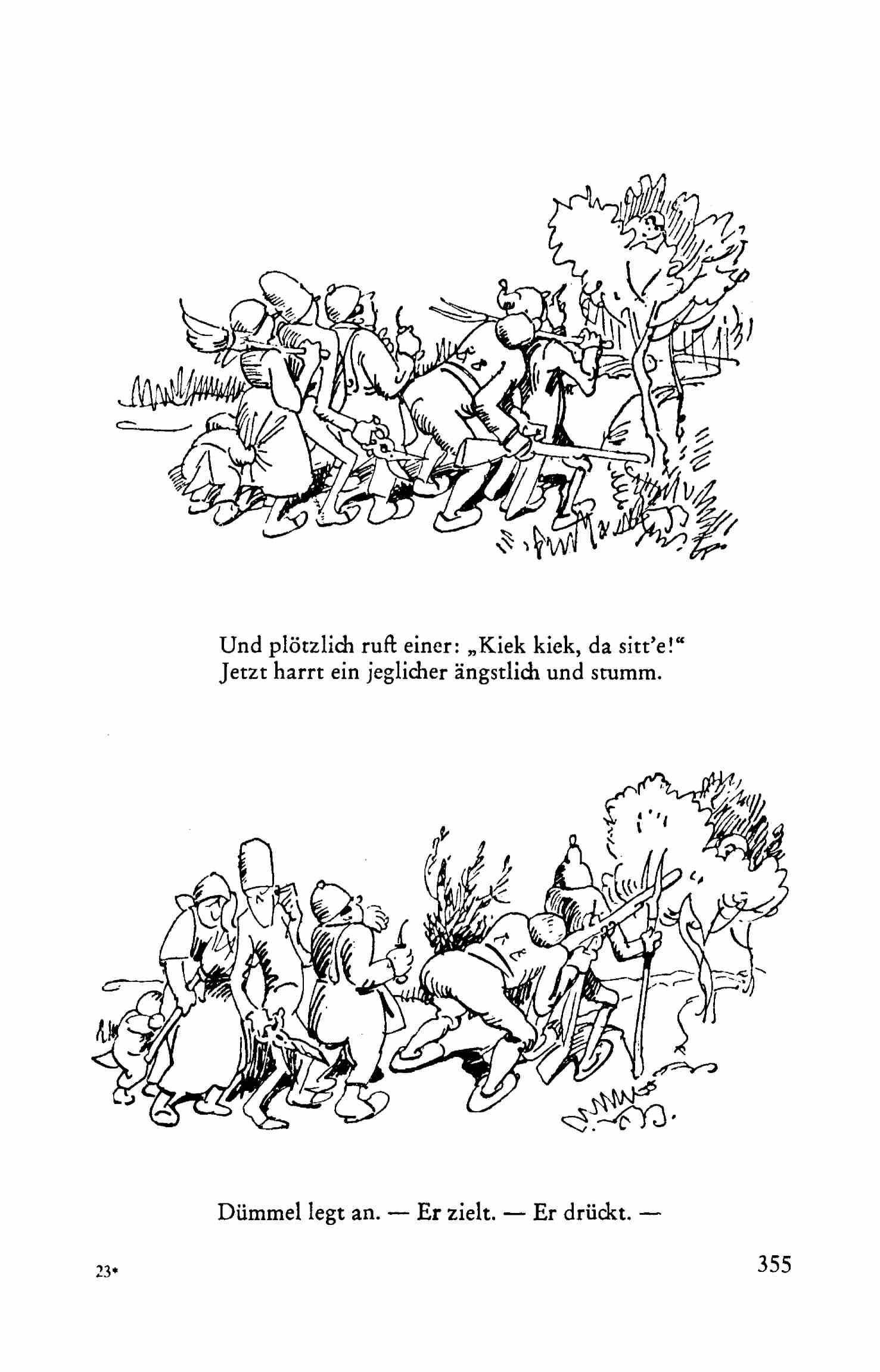
Zwölftes Kapitel: Dümmel zielt mit seiner Flinte auf Fipps.

Im neunten Kapitel entdeckt Fipps ein Klavier, auf dem er mit allen Gliedmaßen das Spielen übt, woraufhin Gripps und Schnipps als Duett einstimmen. Plötzlich betritt Doktor Fink den Raum und vertreibt die drei musizierenden Tiere.
Professor Klöhn befindet sich im zehnten Kapitel bei Portwein in einem Gespräch mit Doktor Fink über die Weisheit der Schöpfung durch Mutter Natur. Dabei bedient er sich Hexametern, was Gelehrsamkeit suggeriert. Er steht auf und erklärt, der Mensch stehe im Gegensatz zu den harmlosen und nutzbaren Tieren aufrecht und ertrage alles mit Würde. Er setzt den Hut auf, den Fipps – der das Geschehen aus unmittelbarer Nähe beobachtet hat – mit Tinte gefüllt hatte. Daraufhin erhebt Professor Klöhn drohend seinen Spazierstock. Fipps verletzt den Professor jedoch mit ebendiesem Stock an seinem Daumen, woraufhin sich dieser hastig fortbegibt.
Das elfte Kapitel beginnt damit, dass Jette nachts in ihrem Bett Die Gartenlaube liest und dabei einschläft. Da sie vergessen hat, die Kerze zu löschen, brennt zunächst eine Zeitungsecke, dann jedoch auch der Vorhang, die Decke und schließlich das gesamte Haus. Vater Fink, Mutter Fink und Kindermädchen Jette verlassen sofort das Haus, lassen Elise in der Panik in dem brennenden Haus zurück. Fipps, der sich immer noch in dem Haus befindet, klettert zusammen mit Elise auf dem Arm aus dem obersten Fenster und begibt sich über einen nahestehenden Baum auf den Erdboden.
Im zwölften Kapitel stellt sich heraus, dass das Haus bei der Aachener Feuerversicherungsbank versichert war, und die Familie hat das wiederaufgebaute Haus bezogen. Seit Elises Rettung lebt Fipps sehr angenehm bei Familie Fink, was er jedoch als unerträglich empfindet, da er immer etwas anderes möchte. Weil er sich nach „bösen Streichen“ sehnt, flieht er von dem Anwesen der Familie Fink, während sich diese auf einem Spaziergang mit Professor Klühn befindet, und läuft auf ein Feld. Fipps läuft einem Wanderer über den Weg, dem er auf die Schultern springt, und stürzt eine Töpfersfrau um, deren Topfgeschirr daraufhin zerbricht. Fipps läuft weiter, bis er auf dem Grundstück des Bauern Dümmel angekommen ist, den er zuvor im Friseursalon von Meister Krüll verletzt hatte. Er sieht den kleinen Sohn Dümmels mit einem Butterbrot in der Hand, welches Fipps an sich nimmt. Der kleine Dümmel fängt daraufhin an zu schreien und seine Mutter eilt herbei, Fipps schubst diese jedoch in einen Kübel voll Wasser. Mittlerweile befindet sich auch Bauer Dümmel am Ort des Geschehens und erkennt Fipps wieder: „Dat is de verdammtige Haresnieder!“, schreit er und greift zu seiner Flinte. Die zum Streit gerüstete Nachbarschaft hat den Lärm mitbekommen und sammelt sich ebenfalls auf dem Grundstück des Bauern. Fipps flüchtet auf einen Baum und sitzt dort ängstlich und stumm. Aus der Menschenmenge ruft einer: „Kiek kiek, da sitt’e!“, woraufhin Bauer Dümmel seine Flinte anlegt, zielt und schießt.

### Ende
Wie durch Zufall sind alle, bei denen Fipps Unheil angerichtet hatte, in dem Moment anwesend, in dem Fipps vom Baum fällt. Nur Elise fasst seine Hand, weint und spricht „armer Fipps“. Damit stirbt Fipps. Er wird an der Hecke von Familie Finks Garten begraben, wo auch viele Doldenblüten gepflanzt waren. Die Bildergeschichte schließt mit den nachfolgenden Worten ab. 

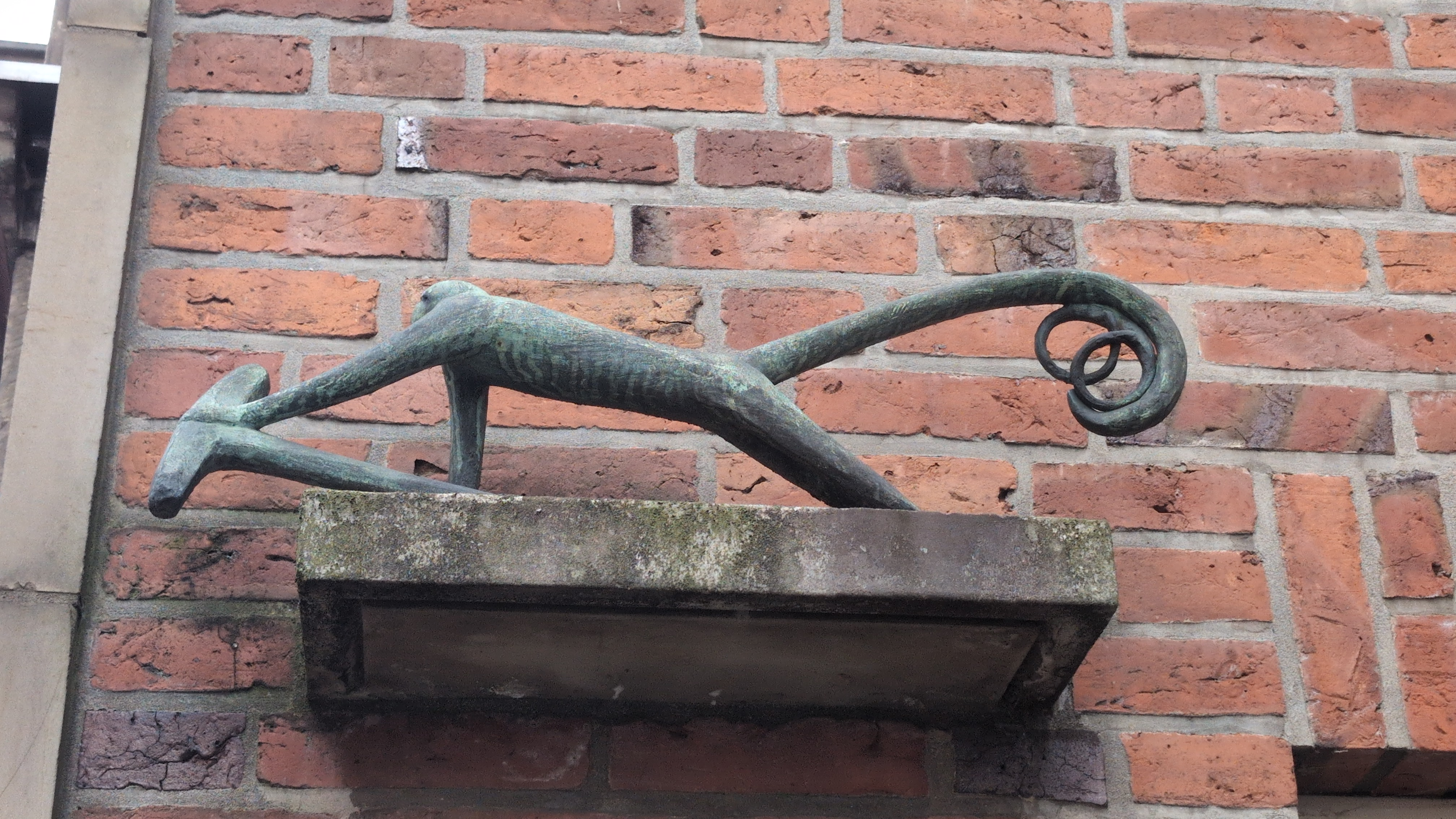
Fipps der Affe (Skulptur im Schnoor, Bremen; Peter Lehmann 1980)

Doch, daß Kater Gripps und Schnipps der Hund

Ganz untröstlich, sagt man ohne Grund.

## Ausgaben
- Wilhelm Busch: Fipps, der Affe. Bassermann Verlag, München 1879.
- Wilhelm Busch: Fipps der Affe. In: Rolf Hochhuth (Hrsg.): Wilhelm Busch, Sämtliche Werke und eine Auswahl der Skizzen und Gemälde in zwei Bänden. Band 2: Was beliebt ist auch erlaubt. Bertelsmann, Gütersloh 1959, S. 324–401 und 1006–1010 (Fipps der Affe für Kinder […]).